# 橘香恋
橘 香恋（たちばな かれん、1996年〈平成8年〉11月8日 - ）は、日本の女性タレント、アイドル、レースクイーン。愛知県岡崎市出身。Fine Planet所属。

## 来歴
2018年3月、エヴァンゲリオンレーシングレースクイーン2018の渚カヲル役としてRQデビュー。同年に開催された『e-Sports Queen League』では、ブルースカイウォーカーズとエヌウィードの共同チーム「Blue Weeds」の一員として参加。
2019年3月、エヴァンゲリオンレーシングレースクイーン2019の綾波レイ役に選出され、『日本レースクイーン大賞2019』新人部門準グランプリを受賞した。
2020年はPacific FairiesとしてSUPER GTのRQ活動を行う傍ら、週刊プレイボーイやFLASHなどの雑誌でグラビアを飾る。またこの年からは『岡崎市ラリー応援隊』の副隊長としてラリージャパンのPR活動を行っている。2021年3月28日、東海地方のパチンコ情報誌「アツ姫」主催による『アツ姫パチグラオーディション』でグランプリを受賞。
2021年と2022年はBUSOUサーキットレディの24号車担当として活動したが、BUSOU（株式会社クレアーレ）のSUPER GTスポンサード撤退に伴い2022年8月で退任。その後2023年のTGR 86/BRZ Cupで『4minutes DRAGO CORSE』のレースクイーンを東条澪と共に務めたが、2024年1月7日、それまで所属していたエヌウィードグループの「ヴィクトリーロード」から、『Fine Planet』へと所属事務所を移籍した。
2024年はSHADE RACINGのアンバサダーに当たる『SHADE GIRLS』としてSUPER GTとスーパー耐久の2カテゴリーで活動。同年8月8日、東京オートサロンの公式イメージガールに当たる『A-class』の2025年度メンバーに選出。同じ愛知県出身の松田蘭からバトンを受け継ぐ形となった。翌2026年度も引き続きA-classメンバーを務める。
2025年は『D'station フレッシュエンジェルズ』としてSUPER GTとスーパー耐久の2カテゴリーで活動する。

## 人物
- 趣味は華道、ゲーム、パソコン[2]。
- 身長は164㎝で、A-class2025では佐々木美乃里（163cm）に次ぐ小柄であったが[2]、先述のアツ姫パチグラオーディションで審査員を務めた森咲智美は「衣装を着た時にインスタ映えするんじゃないかと思った」と評している[11]。
- 自身がPacific Fairiesを務めた2020年のSUPER GTでは、PACIFIC RACING TEAMがD'station Racingと組んで『PACIFIC - D'station Racing』としてGT300クラスに出場したが[21]、この年のフレエンは林紗久羅と水瀬琴音の2人がPacific Fairiesとジョイントして参加していたため[注 4]、実質5年越しのフレエン参加となった[注 5]。ちなみに水瀬とはA-class2026でも共働している[19]。

## 出演

### バラエティ
- 芸能人女子エンタメeスポーツクイーン決定戦 BlueWeeds ブルーウィーズ (2018年 - )[注 1]
- 櫻井・有吉THE夜会 - アシスタント

### レースクイーン
- エヴァンゲリオンレーシングレースクイーン2018 - 渚カヲル 役
- エヴァンゲリオンレーシングレースクイーン2019 - 綾波レイ 役
- Pacific Fairies 2020
- BUSOUサーキットレディ2021-2022
- 4minutes DRAGO CORSE Lady 2023
- SHADE GIRLS 2024
- D'station フレッシュエンジェルズ 2025[20]

### CM
- ディープラス ディープラスディープラス　(2019年-)

### グラビア
- 『ギャルズ・パラダイス』（三栄）『2019トップレースクイーン編』2019年9月19日（木）発売[6][注 6]
- 『週刊プレイボーイ』（集英社）
  - 橘 香恋『カレン』 2020年1月20日(月)発売
  - 橘 香恋『或る夏の日の疑似恋愛』　2023年9月18日（月）発売
- 『週刊ポスト』（小学館）『夏の香りに恋をして』2020年9月8日（火）発売